# TopCompare
TopCompare is een Belgisch vergelijkingsplatform dat actief is op het gebied van financiële technologie, ook wel fintech genoemd. Het platform maakt het met name mogelijk om vergelijkingen te maken tussen financiële producten, zoals persoonlijke leningen, kredietkaarten, zichtrekeningen, spaarrekeningen en termijnrekeningen die beschikbaar zijn op de Belgische markt. TopCompare is ook een vergelijker van verzekeringspremies. TopCompare streeft ernaar om transparante en betrouwbare informatie aan consumenten te verstrekken, bijvoorbeeld door regelmatig blogartikelen te publiceren of via de veelgestelde vragen op de pagina’s van de website. Het bedrijf helpt elk jaar meer dan 1,5 miljoen Belgen geld te besparen..

## Geschiedenis van TopCompare
Het vergelijkingsplatform TopCompare werd in 2015 opgericht door Wouter Vanderheereen Antonio Gagliardi. Sinds haar oprichting wordt de onderneming ondersteund door CompareEuropeGroup, de moedermaatschappij. TopCompare rondde in 2016 een grote fondsenwervings af voor de expansie van het bedrijf. 20 miljoen werd geïnvesteerd door het private-equityfonds ACE&Company, het private-equityfonds van de Li Ka Shing-familie, Pacific Century Group, de wereldwijde investeringsmaatschappij Nova Founders Capital, de Japanse financiële investeerder SBI Holdings, Mark Pincus, de oprichter van Zynga en Peter Thiel, de oprichter van PayPal. Deze fondsenwerving kwam uiteraard niet alleen het Belgische platform ten goede, maar ook die in andere landen, zoals Finland of Portugal.
TopCompare is een van de belangrijkste digitale marketingkanalen geworden voor enkele Belgische banken. Het platform heeft verschillende partnerschappen en werkt op basis van marketingcommissies voor het doorverwijzen van klanten. Omwille van de transparantie wordt echter het gehele aanbod op de markt vergeleken, met inbegrip van de aanbiedingen van banken waarmee het platform geen partnerschap heeft.
De inkomsten van het bedrijf zijn afkomstig van commissies van zijn partners, onder andere banken, verzekeringsmaatschappijen, uitgevers van kredietkaarten en andere bedrijven die op zoek zijn naar relevante gegevens.

## Sociaal engagement
In 2020 zijn TopCompare en Make-A-Wish een samenwerking  aangegaan om de stichting te helpen bij het verwezenlijken van de dromen van ernstig zieke kinderen. Deze samenwerking gaat als volgt: voor elke aanvraag voor een lening, kredietkaart, verzekering of rekening die via de link op de website van Make-A-Wish wordt ingediend, doneert het TopCompare-team een bedrag aan de stichting.
Dit is niet het enige partnerschap dat TopCompare in 2020 is aangegaan. Het bedrijf heeft ook de handen ineengeslagen met Sans Collier, een vereniging zonder winstoogmerk, om de dierenrechten te steunen. Deze samenwerking fungeert op dezelfde manier als die met Make-A-Wish België. 